# Peugeot 402
Der Peugeot 402 war ein Fahrzeug des französischen Herstellers Peugeot. Von ihm wurden von 1935 bis 1942 rund 75.000 Exemplare hergestellt. Vorgänger war der Peugeot 401.

## Modellübersicht
Das Fahrzeug war in zahlreichen Versionen lieferbar – unter anderem Limousine, Cabriolet, Decouvrable (Cabriolimousine), Roadster, Klappdach-Cabrio, Kombi und Camionette (Kasten- oder Pritschenwagen). Es gab bis zu 16 Karosserievarianten.
Revolutionär war in den 1930er Jahren die Stromlinienform mit den Scheinwerfern hinter dem Kühlergrill. Die avantgardistische Gestaltung des Peugeot 402 wurde von der Kundschaft wohlwollend aufgenommen. Er bekam den Beinamen „Ligne Fuseau Sochaux“, was mit „Spindelform aus Sochaux“ übersetzt werden kann. Im Peugeot-Werk Sochaux wurde jedoch nicht nur ein formal hochmodernes Automobil gebaut. Der 402 wartete auch mit vielen anderen Neuheiten auf. So hatte er versenkte Türgriffe, Sicherheits-Zapfenschlösser, eine Zwölf-Volt-Anlage und wahlweise ein elektromagnetisch geschaltetes Dreigang-Cotal-Vorwählgetriebe. Darüber hinaus war der Peugeot 402 einer der ersten Diesel-Pkw; allerdings wurde der Dieselmotor wegen des Kriegsausbruchs nie serienmäßig eingebaut.
Alle Modelle hatten einen 4-Zylinder-Motor mit 1991 cm³ Hubraum, ab 1938 (Modell B) mit 2142 cm³. Die Dieselmotoren vom Typ HL 50 hatten 2,3 Liter Hubraum. Viele Modelle waren mit dem Cotal-Vorwählgetriebe ausgerüstet. Das 402-Chassis war Basis für viele Sonderaufbauten.

## Eclipse

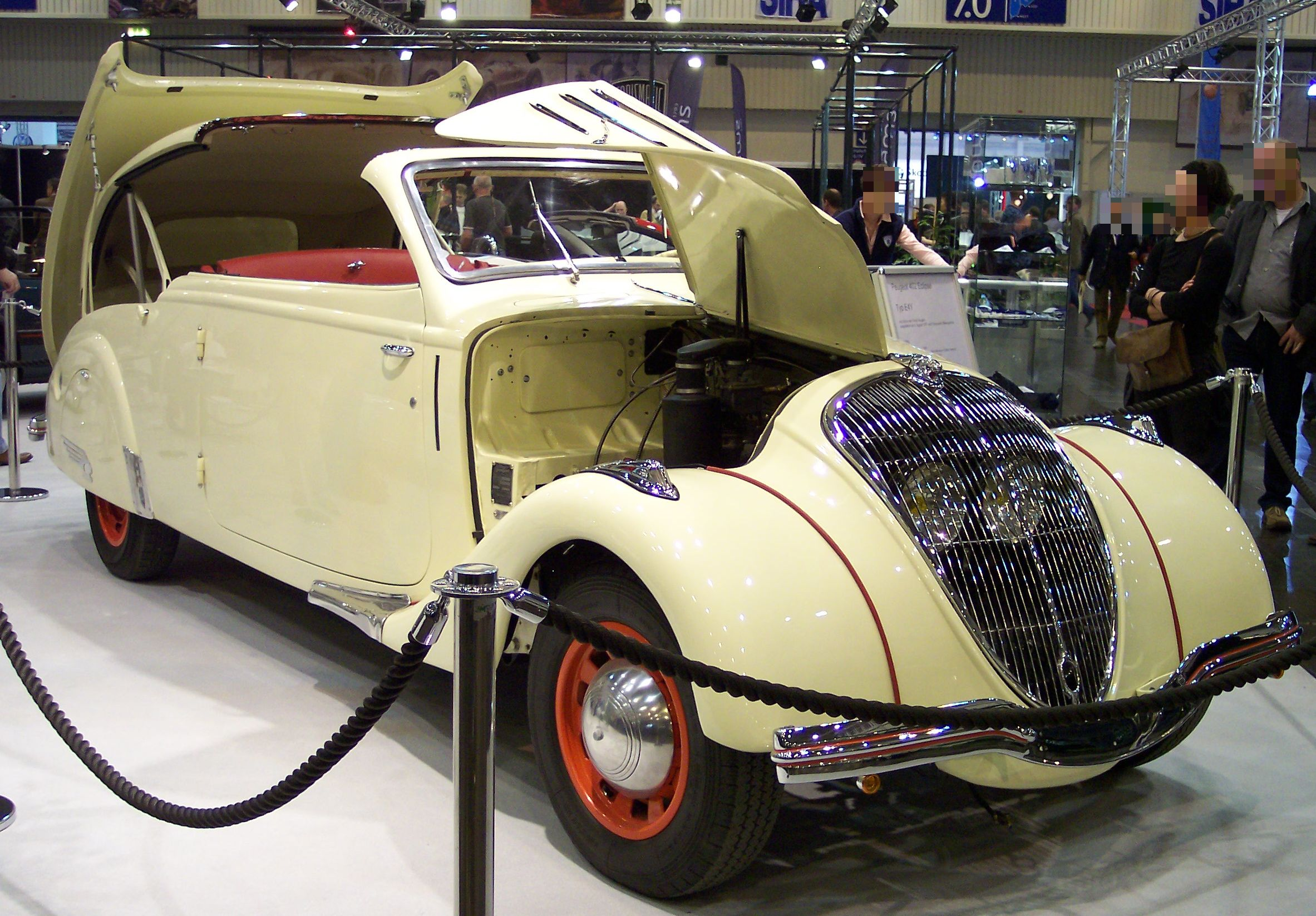
Peugeot 402 „Eclipse“ (Cabrio)

Das Klappdach-Cabrio, genannt „Eclipse“ (Patent Georges Paulin), war der Nachfolger des Modells 401, das als erstes Automobil der Welt mit einem elektrisch betriebenen blechernen „Eclipse“-Dach gilt. Laut einem Artikel in La Vie de l’Auto aus dem Jahr 2002 wurden 473 Peugeot 402 Eclipse hergestellt. Im Mai 2007 waren weltweit noch 34 Peugeot 401/601/402 mit „Eclipse-Karosserie“ bekannt. Davon entfielen einer auf den 601, drei auf den 401, drei auf den zweisitzigen 402 Typ „E4“ sowie 27 auf den Viersitzer „E4Y“. 402 Eclipse wurden – bis auf die wenigen produzierten Zweisitzer – grundsätzlich auf das Langchassis der Familiale-Limousinen-Version aufgebaut und waren rund 5,30 Meter lang. Der Eclipse war mit einem Preis von 34.000 FRF (1936) dem Luxusfahrzeug-Segment zuzuordnen; bei Umrechnung auf heutige Kaufkraft entspricht das einem Neupreis von etwa 150.000 Euro. Soweit heute noch nachvollziehbar, wurden Eclipse nur bei fester Bestellung und erheblicher Anzahlung produziert.
Einen direkten Nachfolger gab es für den 402 nicht, bis schließlich 1955 (13 Jahre nach Produktionseinstellung) der etwas kleinere Peugeot 403 auf den Markt gebracht wurde.

## Rezension
„In seinem Typ 402 hat Peugeot ein Modell entwickelt, das mit seiner besonders guten Beschleunigung und seinem langgestreckten windschnittigen Aufbau einen Reisewagen in höchster Vollendung darstellt. Ganz besonders großen Wert hat man bei der Konstruktion des 402ers auf die Bequemlichkeit und den Komfort der Insassen gelegt. Serienmäßig eingebautes Schiebedach, elektrische Klimaanlage mit Kühlung für den Sommer und Heizung für den Winter und anderes mehr dienen diesem Zweck. Der Anschaffungspreis von 6500 RM muß als sehr günstig bezeichnet werden.“